# 압구정로데오거리
압구정로데오거리(鴨鷗亭로데오거리, Apgujeong Rodeo Street)는 서울특별시 강남구 압구정동 일대에 있는 상업 거리이다.
문정동로데오거리(Munjeong-dong Rodeo Street)와 구분하기 위해서 압구정이라는 이름이 붙었다.

## 역사
압구정 로데오 거리는 1990년 베벌리힐스의 로데오 거리를 본따 압구정 패션 거리를 로데오 거리라고 부른 데서 유래하였다.

## 교통
- ● 수도권 전철 수인·분당선: 압구정로데오역